# Македонка Янчевска
Македонка Янчевска (на македонска литературна норма: Македонка Јанчевска) е северномакедонска поетеса и детска писателка.

## Биография
Родена е на 24 май 1940 година във велешкото село Градско, тогава в Кралство Югославия, днес Северна Македония. Завършва Филологическия факултет на Скопския университет. Член е на Дружеството на писателите на Македония от 1982 година. Пише поезия за деца.

## Творчество
- Годината моја и твоја (1977)
- Светот ваш меѓу А -Ш (1978)
- Шумска болница (1981)
- Ѕвездено небо (1985)
- Мониста за ѓерданче (1994)
- Шарена поплава (1999)

Носителка е на наградите „9 ноември“ на град Велес и „Ванчо Николески“ на град Битоля. В 2005 година Янчевска печели наградата за цялостно дело „Гемиджии“ на град Велес.